# حارة المعقر (صنعاء)

تعديل مصدري - تعديل

حارة المعقر هي إحدى حارات حي الحصبة الشمالية بمديرية الثورة إحد مديريات العاصمة اليمنية صنعاء، بلغ تعداد سكانها 1760 نسمة حسب تعداد اليمن لعام 2004.